# Église Saint-Cyr de Saint-Cyr-sur-Menthon
Pour les articles homonymes, voir Église Saint-Cyr.
L'église Saint-Cyr de Saint-Cyr-sur-Menthon est une église du XIXe siècle, située à Saint-Cyr-sur-Menthon, dans l'Ain. Construite en 1859 et 1861 sous la direction de Joanny Farfouillon, elle remplace l'ancien édifice de la paroisse démoli en 1858 pour faire place au bâtiment religieux plus moderne et permettant d'accueillir plus de fidèles. 

## Localisation
L'église est située sur la place de l'Église à Saint-Cyr-sur-Menthon le long de la rue du Menthon.

## Historique
La mention de l'existence d'une église à Saint-Cyr date des alentours de 996, époque durant laquelle l'évêque de Mâcon Leubald donne l'église qui dépendait du chapitre de Saint-Vincent de Mâcon au gentilhomme Ulric pour 12 deniers par an. D'autres sources font acte de présence d'un tel édifice en 1470, un procès-verbal écrit lors d'une visite pastorale ordonnait notamment le changement des vitres du chœur. Cette église, détruite en 1858 sur l'emplacement de l'actuel paraissait être en meilleur état en 1656 qu'auparavant. 
Elle n'était pas l'unique église située sur l'actuel territoire communal. En effet, jusqu'à la Révolution française, la paroisse de Grésiat (rattachée à Saint-Cyr durant cette époque) possédait sa propre église placée sous le vocable des saints Jacques et Philippe. Elle avait été élevée au rang de paroisse le 19 janvier 1074 lors de l'union de la villa de Gréziat à la chapelle de Saint-André-de-Bâgé.
Le projet de construction de l'église actuelle date de 1820 mais ne fut que concrétisé en 1859 après la démolition de l'ancien édifice et de l'ancien cimetière. Sous la direction de l'architecte lyonnais Joanny Farfouillon, le bâtiment est achevé en 1861,.
Différents travaux de consolidation de l'édifice ont eu lieu depuis le XIXe siècle. En témoignent les chantiers de 1965 avec le renforcement des voûtes et ceinture en béton armé, ceux de 1983 avec la réfection de la toiture du clocher et ceux du milieu des années 1990 avec la réfection totale des façades.

## Description
Orientée selon l'axe nord-sud, le bâtiment est de style néogothique. Le clocher se trouve sur la façade principale située nord et faisant face à la place du village. Faite de pierres de Saint-Martin-Belle-Roche, une partie des matériaux de l'ancienne église a été utilisée pour la construction de la nouvelle.
L'église est celle la paroisse de Saint-Cyr-sur-Menthon. Depuis le 1er septembre 2013 et par décision de Mgr Pascal Roland (évêque du diocèse de Belley-Ars), elle dépend du groupement paroissial catholique de Pont-de-Veyle. Ce groupement fait partie du doyenné de Bresse compris dans l'archidiaconé Saint-Pierre-Chanel, lui-même partie du diocèse de Belley-Ars. Elle fait partie des onze lieux de culte de la paroisse ; les offices y sont célébrés occasionnellement en alternance avec les autres églises de la paroisse.

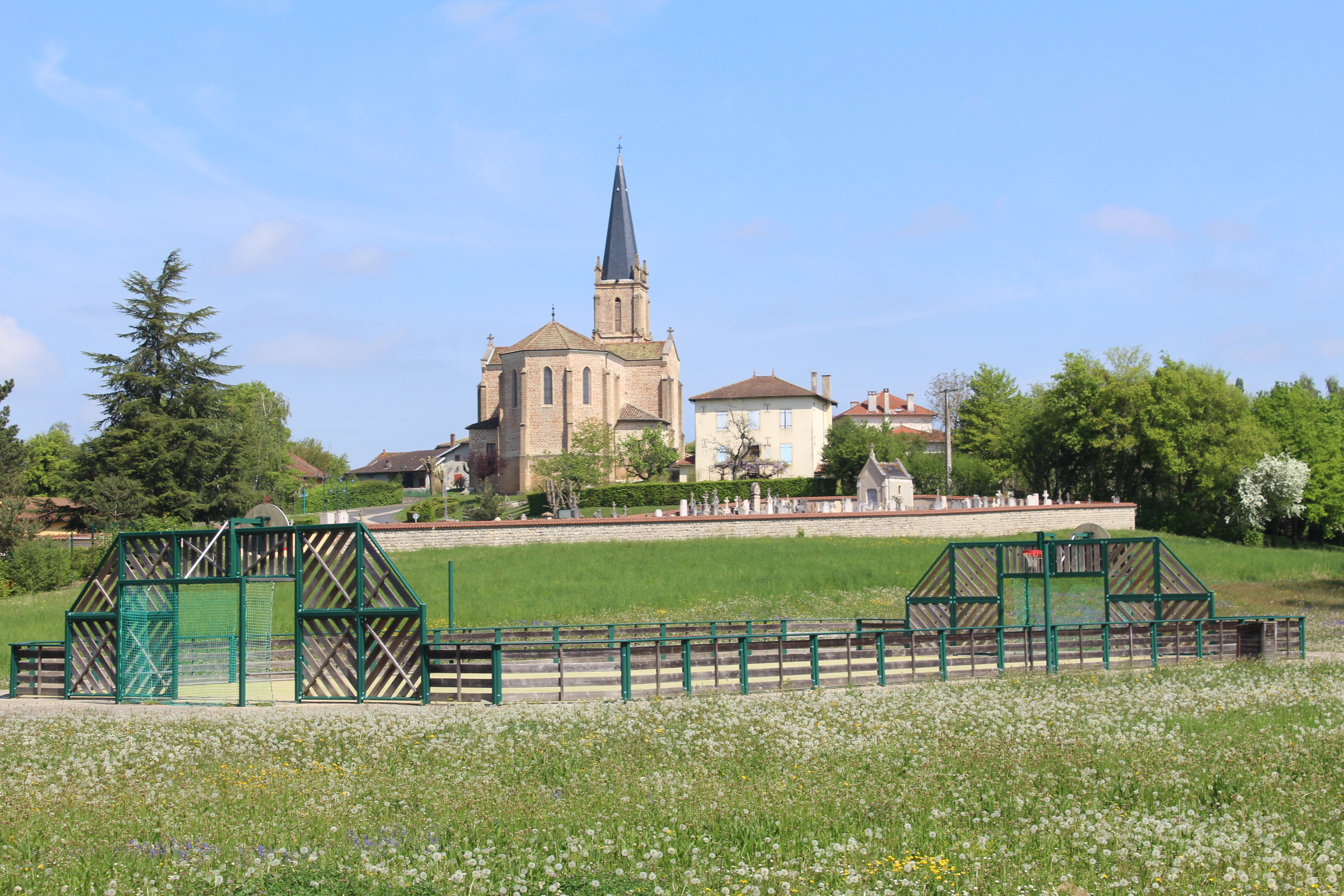
Vue de l'église depuis le parc des Rives du Menthon.
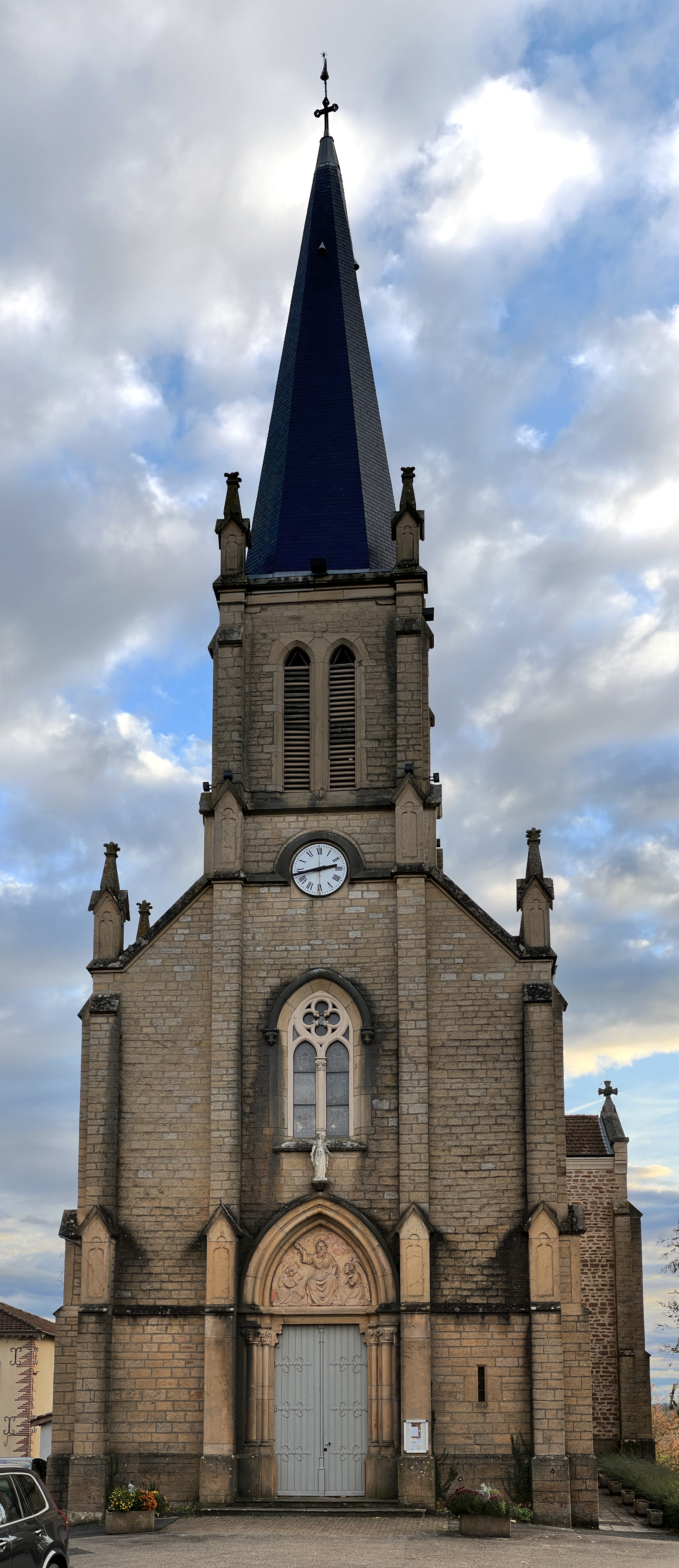
Façade principale.
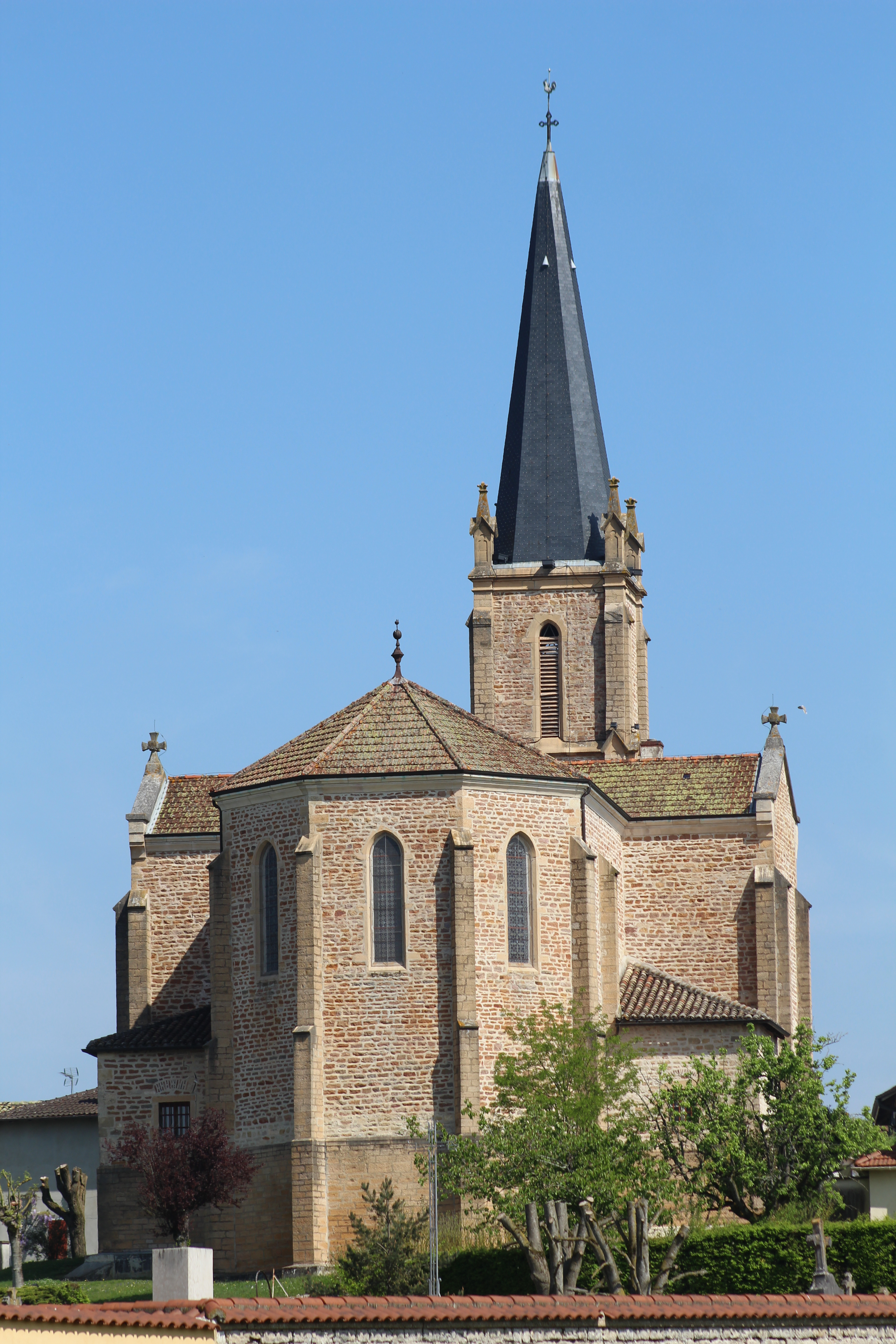
Façade sud.
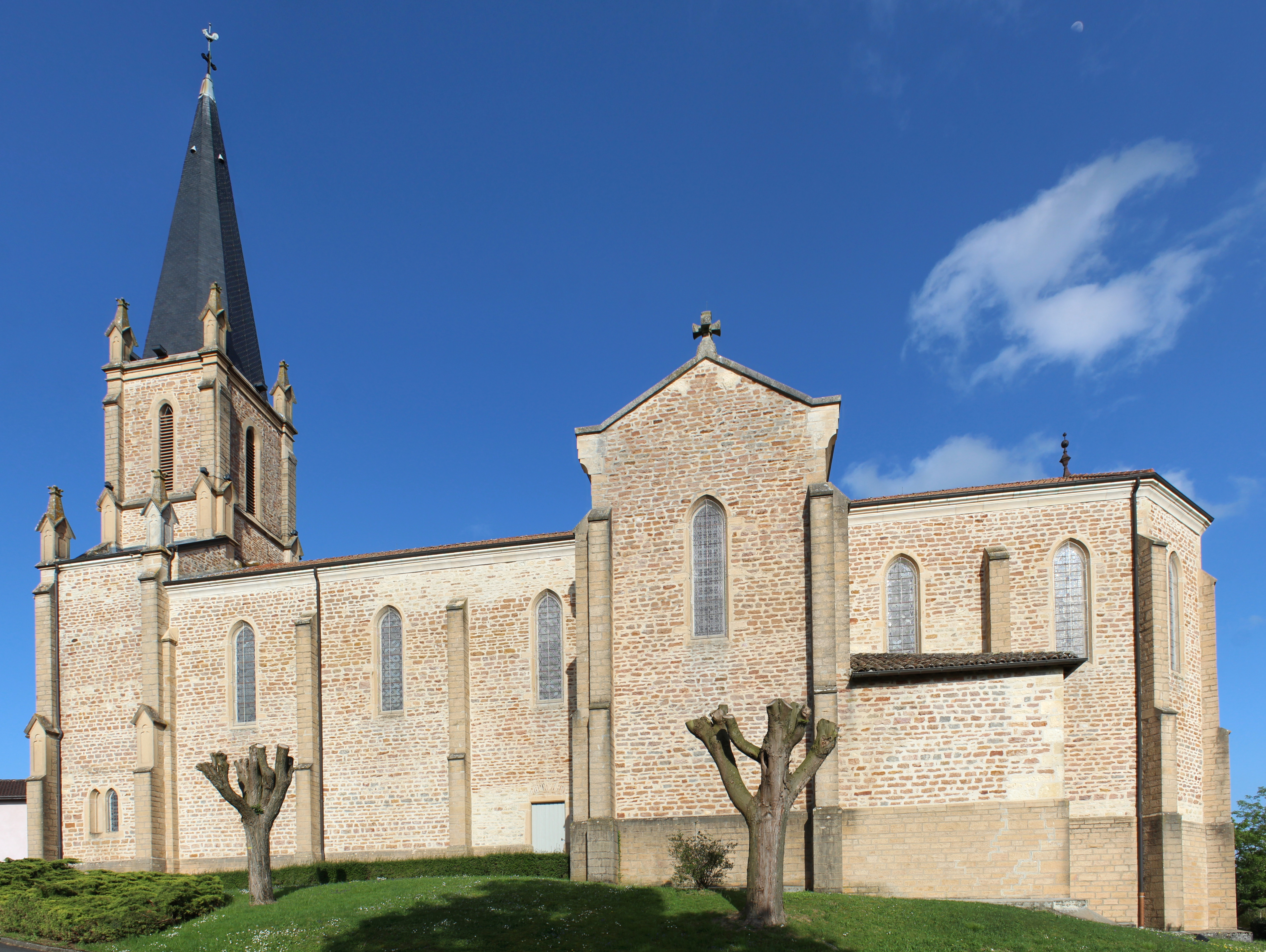
Façade ouest.
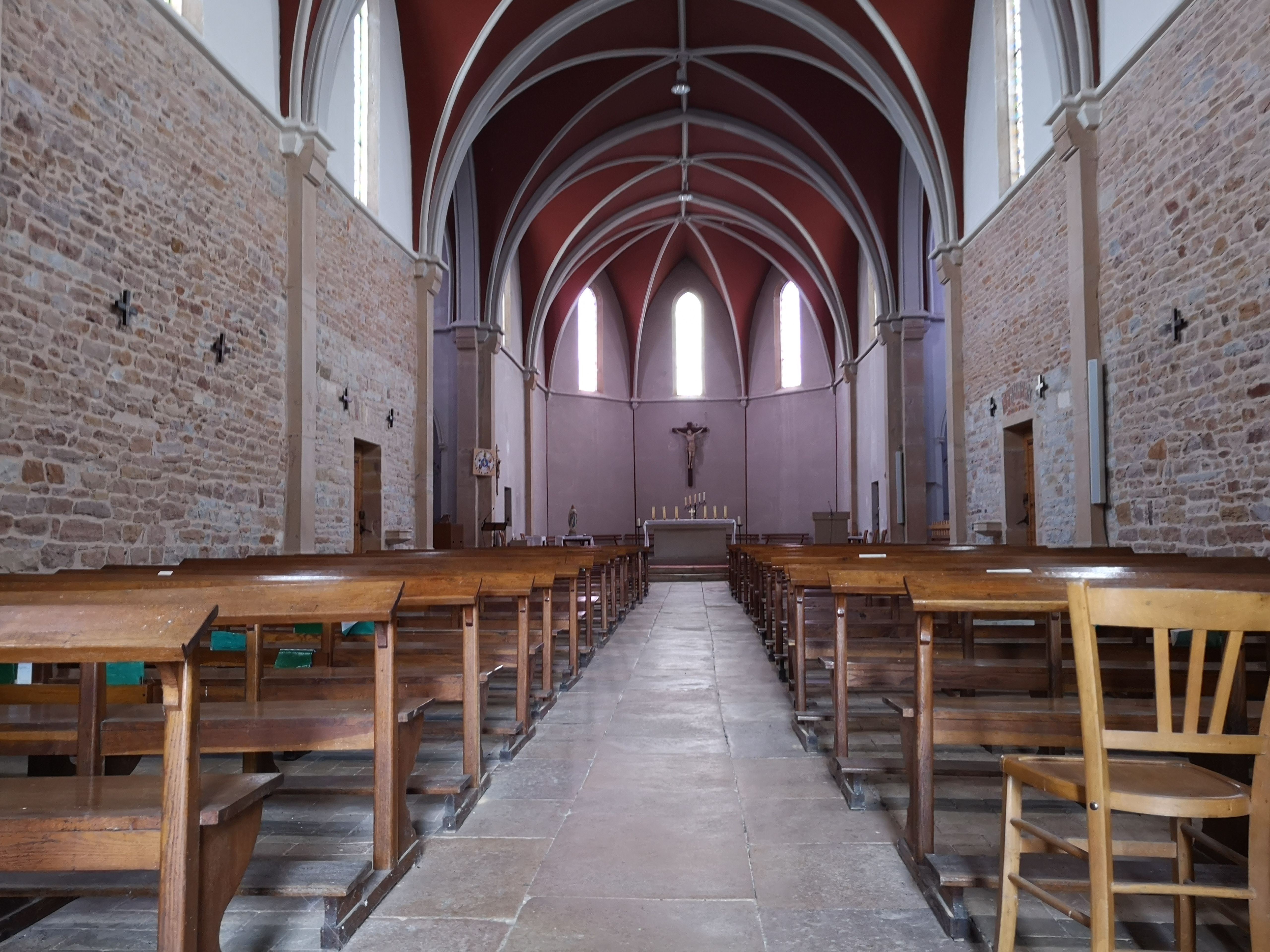
Intérieur.